# 第二赫魯什維察
50°31′43″N 26°2′58″E / 50.52861°N 26.04944°E
第二赫魯什維察（烏克蘭語：Грушвиця Друга），是烏克蘭西北部羅夫諾州羅夫諾區大奥梅利亚纳市镇内的村落。始建於1872年，面積0.97平方公里，海拔高度221米，2001年人口234，人口密度每平方公里241.2人。